# Artemis Fowl - La storia a fumetti
Artemis Fowl - La storia a fumetti (Artemis Fowl - The Graphic Novel) è un romanzo a fumetti, trasposizione del romanzo Artemis Fowl di Eoin Colfer, pubblicato nel 2007 dalla Hyperion Books. Il testo è stato riadattato dall'autore stesso e da Andrew Donkin, mentre i disegni sono di Giovanni Rigano e il colore di Paolo Lamanna. In Italia è stato pubblicato nel 2008 da Buena Vista.